# Comastoma malyschevii
Comastoma malyschevii là một loài thực vật có hoa trong họ Long đởm. Loài này được (Zuev) Zuev mô tả khoa học đầu tiên năm 1990.